# Allan Murnane
Allan Murnane (7 de novembro de 1882 - 2 de abril de 1950) foi um ator de teatro e de cinema estadunidense da era do cinema mudo, que atuou em cerca de uma dúzia de filmes entre 1915 e 1918.

## Biografia
Nasceu em Filadélfia, Pensilvânia, filho de Thomas W. Murnane (1857-1886) e Emma Hamm (1865-?), foi educado no Philadelphia High School e graduado pelo Neff College.
Iniciou trabalhando no teatro, atuando em 1900 na Broadway com a peça A Royal Family, uma comédia dirigida por Joe Humphries e produzida por Charles Frohman, e em 1903 atuou na peça Dorothy Vernon of Haddon Hall, ambas sob o nome Allen Murnane. Teve uma extensa atuação teatral, e participou de várias companhias, entre elas Bush Temple Theater Davidson Theater (Chicago), Princess Theater (Milwaukee), Metropolitan Theater (Toronto), Star Theater (Minneapolis), Keith Theater (Buffalo), Chestnut Street Opera House, entre outras. Também escreveu peças teatrais, tais como Any Old Port, comédia encenada em 1921.
Seus primeiros filmes foram os curta-metragens da série The New Adventures of J. Rufus Wallingford, uma série em 14 capítulos lançada em 1915, pela Wharton Company, estrelada também por Oliver Hardy. Atuou depois em filmes como Hazel Kirke (1916), ao lado de Pearl White, e The Lottery Man (1916), ao lado de Oliver Hardy. Atuou em seriados, tais como Beatrice Fairfax (1916), Patria (1917) e The Eagle's Eye (1918), todas produções dos Irmãos Wharton.

## Vida pessoal e morte
Casou em 1910 com a atriz de teatro Adelaide Augusta Keim, com quem viveu até a morte dela, em 25 de junho de 1946, e tiveram dois filhos.
Allan morreu em New Rochelle, Nova Iorque, a 2 de abril de 1950.

## Peças (lista parcial)
- A Royal Family (1900)
- When We Were Twenty-one (1900)[6]
- Dorothy Vernon of Haddon Hall (1903)
- The Sky Pilot (1917)[14]
- Mrs. Temple's Telegram (1905)[6]

## Filmografia parcial
- The New Adventures of J. Rufus Wallingford (1915)
- The City (1916)[15]
- Hazel Kirke (1916)
- The Lottery Man (1916)[16]
- The Mysteries of Myra (1916)[17]
- Beatrice Fairfax (1916)[18]
- Patria (1917)[19]
- The Black Stork (1917)
- The Eagle's Eye (1918)

## Vera também
- Seriados